# Milan Stibilj
Milan Stibilj (ur. 2 listopada 1929 w Lublanie, zm. 26 lutego 2014) – słoweński kompozytor. 

## Życiorys
Studiował psychologię na Uniwersytecie Lublańskim (1952–1956), uczył się też kompozycji u Karola Pahora w lublańskiej akademii muzycznej (1956–1961). Od 1963 do 1964 roku był uczniem Milko Kelemena w Zagrzebiu. W latach 1966–1967 uczęszczał na kursy muzyki elektronicznej na Uniwersytecie w Utrechcie, następnie od 1967 do 1968 roku jako stypendysta Deutscher Akademischer Austauschdienst przebywał w Berlinie Zachodnim. Od 1973 do 1974 roku był wykładowcą kompozycji na Uniwersytecie w Montrealu. Pełnił funkcję sekretarza słoweńskiego oddziału Jeunesses Musicales (1971–1973) oraz konsultanta towarzystwa kulturalnego i słoweńskiego ministerstwa kultury (1976–1991). Zainicjował festiwal Slovenski Glasbeni Dnevi, propagujący muzykę współczesną.

## Twórczość
W swojej twórczości podstawową rolę nadawał brzmieniu i jego strukturze, tworząc utwory o atonalnym brzmieniu, zróżnicowanej strukturze rytmicznej oraz misternie skonstruowanej, filigranowej fakturze. Jako podstawowy materiał dźwiękowy wykorzystywał skalę chromatyczną, stosował też serie dwunastotonowe i ćwierćtony. Posługiwał się precyzyjną, tradycyjną notacją muzyczną, wprowadzając niekiedy jednak także elementy aleatoryzmu.

## Wybrane kompozycje
(na podstawie materiałów źródłowych)

### Utwory orkiestrowe
- Koncertantna glasba na róg i orkiestrę (1958)
- Skladbe na róg i orkiestrę smyczkową (1959)
- poemat symfoniczny Slaviček in vrtnica (1961)
- Skladja na fortepian i orkiestrę (1963)
- Impresje na flet, harfę, ksylofon i smyczki (1963)
- Verz (1964)
- Kontemplacja na obój i smyczki (1966)
- Ekthesis (1967)
- Xystus na 2 perkusje, kwintet dęty i smyczki (1975)
- Orjana na 2 orkiestry smyczkowe (1979)
- La Rosette (1982)
- Žalostinka za umrlim drevesom (1985)
- Bunker na orkiestrę smyczkową (1986)

### Utwory kameralne
- Anekdote na fortepian (1957)
- Sarabanda na 4 klarnety (1960)
- Asymilacja na skrzypce (1965)
- Mondo na klarnet, skrzypce, kontrabas i perkusję (1965)
- Kondensacja na puzon, 2 fortepiany i perkusję (1967)
- Zoom na klarnet i bongosy (1970)
- Séance na trio fortepianowe (1971)
- Kathai na flet prosty i szpinet (1972)
- Chirologie na flet i fortepian (1973)
- Indijansko poletje na flet, klarnet, skrzypce, kontrabas i perkusję (1974)
- Shota na fortepian (1979, zrewid. 1988)
- Melancolia na skrzypce i organy (1980)
- Gnomon na saksofon sopranowy, saksofon barytonowy i perkusję (1988)
- Axon na saksofon altowy i fortepian (1992)

### Utwory wokalne
- Das siebente Siegel na chór kameralny do słów z Tako rzecze Zaratustra Friedricha Nietzschego i tekstów polinezyjskich (1977)

### Utwory wokalno-instrumentalne
- Sivina na głos i fortepian (1955)
- Pomladna misel na głos i fortepian (1955)
- Epervier de ta faiblesse, Domine na recytatora i perkusję (1964)
- Słoweńskie requiem na tenora, chór i orkiestrę (1967)

### Utwory na taśmę
- Mavrica (1968)